# Eagles (1972)
Eagles è il primo album in studio della rock band statunitense Eagles, pubblicato nel 1972 dalla Asylum Records.
Nel 2012 la rivista Rolling Stone lo ha inserito al 368º posto nella lista dei migliori 500 album di sempre.

## Tracce[1]
Lato A
1. Take It Easy – 3:29 (Glen Frey, Jackson Browne)
2. Witchy Woman – 4:10 (Bernie Leadon, Don Henley)
3. Chug All Night – 3:13 (Glenn Frey)
4. Most of Us Are Sad – 3:33 (Glenn Frey)
5. Nightingale – 4:05 (Jackson Browne)

Lato B
1. Train Leaves Here This Morning – 4:07 (Bernie Leadon, Gene Clark)
2. Take the Devil – 4:00 (Randy Meisner)
3. Earlybird – 3:00 (Bernie Leadon, Randy Meisner)
4. Peaceful Easy Feeling – 4:16 (Jack Tempchin)
5. Tryin' – 2:50 (Randy Meisner)

## Musicisti
- Glenn Frey - chitarra, chitarra slide, voce
- Bernie Leadon - chitarra, banjo, voce
- Randy Meisner - basso, voce
- Don Henley - batteria, voce[1]